# Wilhelm Kaltenbach

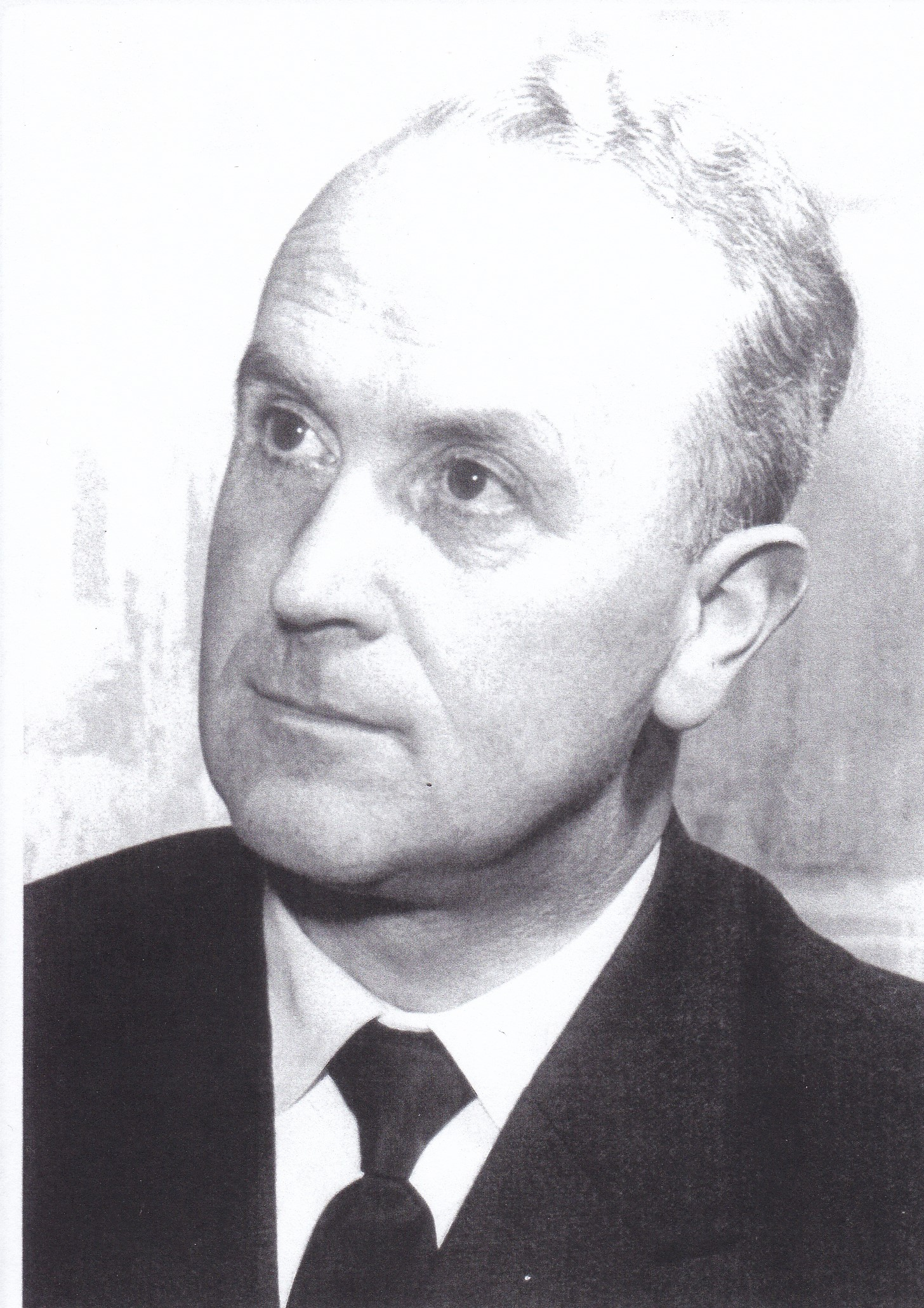
Wilhelm Kaltenbach

Wilhelm Kaltenbach (geboren am 21. April 1908 in Kalk; gestorben am 12. März 1988 in Leverkusen-Schlebusch) war ein deutscher Heimatforscher, heimatkundlicher Autor und katholischer Küster (Sakristan).

## Leben
Kaltenbach wurde 1908 als Sohn der Eheleute Wilhelm Joseph und Elisabeth Kaltenbach in Kalk geboren. Nach seiner Schulzeit absolvierte Kaltenbach zunächst bis 1926 eine kaufmännische Lehre in Köln. Bis September 1929 arbeitete Kaltenbach als zweiter Buchhalter in seinem Lehrbetrieb weiter, dann vollzog er, auch bedingt durch die Weltwirtschaftskrise, einen beruflichen Wechsel und wurde am 10. Oktober 1929 (Ober-)Küster in der katholischen Pfarrgemeinde St. Joseph in Köln-Kalk. Dort hatte er zuvor in mehreren Jahren bereits ehrenamtliche Vertretungsdienste als Küster übernommen. Nachdem die Pfarrkirche St. Joseph im Juni 1943 durch Kriegseinwirkung zerstört wurde und eine Weiterbeschäftigung durch die Pfarrgemeinde nicht mehr möglich war, zog Kaltenbach mit seiner Ehefrau Katharina und seinen beiden Söhnen zunächst zu Verwandten nach Much und arbeitete dort wieder als Buchhalter im damaligen Ernährungsamt der Gemeindeverwaltung Much.
1947 kam er mit seiner Familie nach Leverkusen-Schlebusch, wo er eine neue Anstellung als Küster in der katholischen Pfarrgemeinde St. Andreas gefunden hatte, die er bis zum Eintritt in den Ruhestand am 31. März 1973 bekleidete.
Kaltenbach starb 1988 infolge einer Krebserkrankung. Es war sein Wunsch, auf der elterlichen Grabstätte in Much-Marienfeld beerdigt zu werden.

### Wirken als Heimat- und Familienforscher
Kaltenbach entdeckte, angeregt durch die im Dritten Reich vorgeschriebene Ahnenforschung, sein Interesse an der Genealogie. Er verfolgte seinen Familienstammbaum im Laufe der Zeit bis ins 16. Jahrhundert zurück.
Auch seiner neuen Heimatstadt Leverkusen galt schnell sein volks- und heimatkundliches Interesse. So begann er schon bald mit der Erforschung der kirchlichen Lokalhistorie, insbesondere der historischen Ursprünge der Verehrung des Seligen Gezelinus, sowie der Gezelinkapelle und der dazugehörigen Wasserquelle.
Zahlreiche heimatkundliche Vorträge und über 300 Veröffentlichungen u. a. in der Kirchenzeitung für das Erzbistum Köln, der Kölnischen Rundschau, in der Reihe Rheinische Kunststätten, im Heimatkalender Land an Wupper und Rhein, im Rheinisch-Bergischen Kalender, in Romerike Berge – Zeitschrift für das Bergische Land, im Kölner Domblatt und in Niederwupper – Historische Beiträge, zeugen von der Breite seiner Interessen sowie seinen Kenntnissen über die Kulturgeschichte des Bergischen Landes, der mundartlichen Redensarten, überlieferten Bräuchen, der kulturgeschichtlichen Bedeutung des Glockengeläuts und den vielfältigen Formen der Heiligenverehrung und Volksfrömmigkeit.
Besondere Verdienste erwarb sich Kaltenbach bei dem 1952 herausgegebenen Heimatbuch Leverkusen-Schlebusch. Zu zahlreichen Berichten in diesem Buch nahm er die erforderlichen Recherchen vor und lieferte wichtige Informationen an den Verfasser Professor Peter Opladen.
Kaltenbach setzte sich für die Rückholung und Weiterverwendung von zwei Bronzeglocken der Pfarrkirche St. Andreas aus den Jahren 1490 und 1607 ein, die im Zuge des Zweiten Weltkriegs als Metallreserve an den Staat abgegeben werden mussten, sich nach Kriegsende jedoch unbeschädigt in einem Hamburger Glockenlager wiederfanden. Zusammen mit einer weiteren Bronzeglocke aus dem Jahr 1491 zählen diese drei Denkmalglocken heute zu den ältesten und wertvollsten Kultinstrumenten der Kirchengemeinde und wurden 1976 durch das Hinzugießen zwei weiterer Bronzeglocken zu einem harmonischen Geläut vereint.
Im Rahmen der ersten grundlegenden Renovierung der Pfarrkirche St. Andreas im Jahr 1952, in der die weitgehende Entfernung der neoromanischen Ausstattung erfolgte, bewahrte Kaltenbach mehrere hölzerne Bildtafeln aus dem damaligen Hochaltar, einem Seitenaltar und vier Holzfiguren der Kanzel vor der Vernichtung und brachte diese vorübergehend bei Verwandten unter. Anfang der 1980er Jahre übergab Kaltenbach die Gegenstände seinem Nachfolger Küster Heinrich Peitz. Die Stücke wurden daraufhin restauriert und wieder im Kirchenraum angebracht. Sie zählen heute zum wenigen noch erhaltenen neoromanischen Inventar der Pfarrkirche.
Des Weiteren wurden im September 1975 auf Anregung Kaltenbachs Lehrgrabungen im Auftrag des Rheinischen Landesmuseums Bonn auf dem Gelände der ehemaligen Pfarrkirche St. Andreas (Vorgängerbau) in Schlebuschrath durchgeführt, durch die u. a. eine Rekonstruktion des Grundrisses der ehemaligen Pfarrkirche erfolgen konnte. Gefunden wurde außerdem ein Rotsandstein-Sarkophag, von dem angenommen wird, dass er ursprünglich einmal als Kultgrab des Seligen Gezelinus gedient haben könnte.
1976 erschien in der Reihe Rheinische Kunststätten das von Kaltenbach verfasste Heft mit dem Titel St. Andreas und die Gezelinkapelle in Leverkusen-Schlebusch.

### Engagement für die Berufsgruppe der Küster
In zahlreichen Artikeln, die er ab 1950 als Mitarbeiter in der ZKD-Verbandszeitschrift Im Dienst der Kirche veröffentlichte, behandelte Kaltenbach vielfältige berufliche Themen wie Krippenbau, Blumenschmuck, Ministrantenausbildung, Inventar- und Paramentenpflege, die Entwicklung, Bedeutung und Pflege der liturgischen Kultgeräte, sowie die geschichtliche Entwicklung des Küsterberufs. Auch der Wandel des Gottesdienstes, bedingt durch die Liturgiereform, war häufig Gegenstand seiner Berichte und Ausführungen.
Kaltenbach war Mitarbeiter an dem 1965 durch die deutschsprachigen Sakristanenverbände herausgegebenen "Handbuch für Sakristane".
Darüber hinaus engagierte er sich für den Küsternachwuchs, dozierte in den Küster-Lehrgängen der nordrhein-westfälischen Diözesen und gehörte der Prüfungskommission an.
Von 1957 bis 1973 war er Verbandsreferent des ZKD für Küsterfragen.
Den Kontakt zu seinen früheren Kölner Berufskollegen pflegte er nach seinem Wegzug aus Köln durch die Mitgliedschaft und die regelmäßigen Zusammenkünfte im "Verein Kölner Küster von 1880".

## Mitgliedschaft in Vereinen und Verbänden
- 1952–1988: Bergischer Geschichtsverein, Abteilung Leverkusen-Niederwupper
- 1929–1988: Verein Kölner Küster von 1880
- 1931–1973: Zentralverband der Katholischen Kirchenangestellten Deutschlands e.V. (ZKD)

## Ehrungen
- Im Oktober 1961 erhielt Kaltenbach die päpstliche Auszeichnung „Pro Ecclesia et Pontifice“ für seine Bemühungen und Verdienste um den Beruf des Küsters und seine Forschungen zur lokalen Pfarrgeschichte.[7]
- Der Zentralverband der Katholischen Kirchenangestellten Deutschlands (ZKD) verlieh Kaltenbach die silberne und die goldene Verbandsehrennadel.[5]
- 1981 erhielt Kaltenbach vom Landschaftsverband Rheinland den „Rheinlandtaler“ für seine Verdienste um die rheinische Heimatpflege.[8]
- Auf Anregung des Verkehrs- und Verschönerungsvereins Leverkusen sowie der Schlebuscher Kirchengemeinde St. Andreas wurde 1994 der an der Gezelinkapelle vorbeiführende Weg durch die Bezirksvertretung III in „Wilhelm-Kaltenbach-Weg“ umbenannt.[9]

## Veröffentlichungen (Auswahl)
- St. Andreas und die Gezelinkapelle in Leverkusen-Schlebusch. In: Rheinische Kunststätten. Nr. 191, 1976.
- Die letzten Cisterciensermönche der Abtei Altenberg. In: Romerike Berge. Sonderdruck 3/1976.

### In Kölnische Rundschau / Leverkusener Rundschau
- Vor 25 Jahren kamen die Glocken nach Schlebusch In: Kölnische Rundschau v. 30. Juli 1973
- 480 Jahre Geläut in Schlebusch In: Kölnische Rundschau v. 6. Januar 1970
- Jetzt bekommt St. Andreas endlich das langersehnte Geläut In: Kölnische Rundschau v. 14. Oktober 1976
- Passionskreuz: Eine Bilderbibel – Ein altes Kreuz in der Gezelinkapelle zeigt Leidenswerkzeuge Christi In: Kölnische Rundschau v. 23./24. März 1967
- 1814 fand man die Reliquien – Aus der Geschichte der Verehrung des seligen Gezelinus bis zum Jahre 1903 In: Kölnische Rundschau v. 3. August 1960
- Sind die Gezelin-Reliquien echt? In Überlieferungen geblättert In: Kölnische Rundschau v. 2. August 1960
- Drei Vesperbilder in der Andreaskirche – Das kostbarste dieser Stücke: Eine Pieta aus dem 15. Jahrhundert In: Kölnische Rundschau v. 3./4. April 1969
- "Jlöcksellich Neujohr!" läutete die 480 Jahre alte Anna-Glocke – Op Schliebescher Platt verzallt vum Küster Wilhelm Kaltenbach In: Kölnische Rundschau v. 5. Januar 1971
- "Zehn kurtz eingerichtete Lob-Predigten zu höchsten Ehren und unsterblichem Lob des Seligen Gezelini" – Prediger Winand Krodt In: Kölnische Rundschau v. 12. Juni 1971
- Von Schlebusch über den Rhein nach Bergheim – Aus der Geschichte der Bergheim-Wallfahrt In: Kölnische Rundschau v. 15. Juni 1971
- Der Selige Gezelinus und seine Quelle In: Kölnische Rundschau v. 5. Juni 1970
- Im August zog eine Prozession von Schlebusch nach Kevelaer – Über alte Wallfahrtsbräuche der Pfarre St. Andreas In: Kölnische Rundschau v. 18. August 1967
- Schlebusch's alter Friedhof entstand vor 150 Jahren In: Kölnische Rundschau v. 2. November 1974
- Nur Wallfahrt nach Bergheim blieb erhalten – Wiesdorfer pilgerten einst zu drei Orten In: Kölnische Rundschau v. 21. Juni 1978

### In Land an Wupper und Rhein – Heimatkalender
- Barockmonstranz in Schlebusch In: Land an Wupper und Rhein – Heimatkalender 1961
- Historische Andachtsbilder in Schlebusch In: Land an Wupper und Rhein – Heimatkalender 1963
- Schlebuschrath im Wandel der Zeiten In: Land an Wupper und Rhein – Heimatkalender 1964
- Die Verehrung des seligen Gezelinus von Schlebusch In: Land an Wupper und Rhein – Heimatkalender 1968
- Altenberger Gottestracht In: Land an Wupper und Rhein – Heimatkalender 1969
- Die Pest wütete in Schlebusch In: Land an Wupper und Rhein – Heimatkalender 1969
- Vergessene Schlebuscher Weihnachtslieder In: Land an Wupper und Rhein – Heimatkalender 1971
- Aus einer Sammlung von Totenbriefen und Totenzetteln In: Land an Wupper und Rhein – Heimatkalender 1975

### In Kölner Domblatt
- Die Domglocke Pretiosa von 1448 In: Kölner Domblatt 1971
- Das Kölner Domgeläute In: Kölner Domblatt 1971
- Die St. Petersglocke des Kölner Doms In: Kölner Domblatt 1973
- Die ehemalige Kaiserglocke des Kölner Doms In: Kölner Domblatt, 1974

### In Rheinisch-Bergischer Kalender
- Der "Jiselinus-Pötz em Schliebesch" In: Rheinisch-Bergischer Kalender 1960
- Die Odenthaler ließen nicht mit sich handeln In: Rheinisch-Bergischer Kalender 1961
- Die alten Kirchenglocken im rheinisch-bergischen Land In: Rheinisch-Bergischer Kalender 1962
- Am guten Alten – in Treue halten In: Rheinisch-Bergischer Kalender 1963
- Die Sprache der heimischen Kirchenglocken In: Rheinisch-Bergischer Kalender 1964
- Der letzte Mönch von Altenberg In: Rheinisch-Bergischer Kalender 1965
- Donnerwetter in Sage, Brauchtum und Geschichte In: Rheinisch-Bergischer Kalender 1966
- "Ein guter Name bleibt ewiglich..." – Joh. Jos. Süß, ein bergisches Priesterleben In: Rheinisch-Bergischer Kalender 1968
- Ahl Mücher Jrielächer verzällen In: Rheinisch-Bergischer Kalender 1969
- Bergische Landstraße im Wandel der Zeit In: Rheinisch-Bergischer Kalender 1970
- Marialinden – Von der Wallfahrtskirche zur Pfarrkirche In: Rheinisch-Bergischer Kalender 1971
- Heimatliches Brauchtum im Spiegel der Zeiten In: Rheinisch-Bergischer Kalender 1972
- Als der "Schwarze Tod" die Geißel schwang In: Rheinisch-Bergischer Kalender 1975
- Das hölzerne Wegekreuz in der bergischen Landschaft In: Rheinisch-Bergischer Kalender 1981

### In Niederwupper
- Schlebuscher Adelige als christliche Wohltäter In: Niederwupper 2/1979
- Gezelinus am Kölner Dom In: Niederwupper 3/1980
- Der Heilige Quirinus auf Leverkusener Glocken In: Niederwupper 4/1981
- Pfarrer Heinrich Joseph Saur (1757-1828) In: Niederwupper 5/1982
- Vier wertvolle Holzplastiken in der Schlebuscher Kirche In: Niederwupper 8/1985

### In Romerike Berge
- Der Rittersitz Morsbroich bis zum Erwerb durch den Deutschen Ritterorden 1619 In: Romerike Berge 24. Jhg. 1974
- Das adelige Damenstift zu (Solingen-)Gräfrath und das Patronat über die Pfarre St. Andreas zu Schlebuschrath In: Romerike Berge 25. Jhg. 1975
- Schlebusch im Spiegel der Französischen Revolution und der Säkularisation In: Romerike Berge 25. Jhg. 1975
- Die erste katholische Pfarrkirche im Dorf Schlebusch entstand 1810 In: Romerike Berge 27. Jhg. 1977
- Alte bergische Landkirchen und ihre Beziehungen zum St. Cassius-Stift in Bonn In: Romerike Berge 27. Jhg. 1977
- Entstehung und Entwicklung früher Siedlungsorte im Bereich der späteren Kirchspiele Much-Wiel In: Romerike Berge 30. Jhg. 1980
- Die Sakralbauten im Pfarrbereich von St. Maurinus in Leverkusen-Lützenkirchen In: Romerike Berge 31. Jhg. 1981

### In Kirchenzeitung für das Erzbistum Köln
- Die Gezelinkapelle und der Deutsche Orden In: Kirchenzeitung f. d. Erzbistum Köln v. 12. August 1955
- Die Gottestracht in Altenberg In: Kirchenzeitung f. d. Erzbistum Köln v. 2. Juni 1957
- Der Gezelinusbrunnen in Leverkusen-Schlebusch (I-IV) In: Kirchenzeitung f. d. Erzbistum Köln v. 04. August – 22. September 1957
- Das alte Schlebuscher Kirchspiel im Wandel der Zeiten In: Kirchenzeitung f. d. Erzbistum Köln v. 3. November 1957
- Der Deutsche Orden neu belebt In: Kirchenzeitung f. d. Erzbistum Köln v. 23. März 1958
- Das Dekanat Solingen (I-II) In: Kirchenzeitung f. d. Erzbistum Köln v. 27. April – 11. Mai 1958
- St. Stephanus, Bürrig In: Kirchenzeitung f. d. Erzbistum Köln v. 21. Februar 1960
- Zu Gottes Ehre läute ich – Die 450 Jahre alte Marienglocke von St. Andreas erzählt ihre Geschichte In: Kirchenzeitung f. d. Erzbistum Köln v. 17. April 1960
- Die Verehrung des heiligen Johannes im alten Schlebusch In: Kirchenzeitung f. d. Erzbistum Köln v. 26. Juni 1960
- Zu Ehren des Seligen Gezelinus – Geschichte vom Gezelinusgrab In: Kirchenzeitung f. d. Erzbistum Köln v. 7. August 1960
- Alte Gelübde – Aus Wiesdorfs alter und neuer Zeit In: Kirchenzeitung f. d. Erzbistum Köln v. 14. August 1960
- Aus der Chronik von St. Andreas (I-IV) In: Kirchenzeitung f. d. Erzbistum Köln v. 27. November 1960 – 8. Januar 1961
- Wallfahrtsort am Fuße des Bergischen Landes – Der Gezelinusbrunnen in Leverkusen-Schlebusch In: Kirchenzeitung f. d. Erzbistum Köln v. 30. Juli 1961
- Lichtmess-Brauchtum im Schlebuscher Raum In: Kirchenzeitung f. d. Erzbistum Köln v. 4. Februar 1962
- Altbergische Osterbräuche In: Kirchenzeitung f. d. Erzbistum Köln v. 22. April 1962
- Die Gezelinus-Verehrung im alten Schlebusch In: Kirchenzeitung f. d. Erzbistum Köln v. 5. August 1962
- Schulen in Schlebusch (I-III) In: Kirchenzeitung f. d. Erzbistum Köln v. 10.–24. November 1963
- Das alte Pfarrarchiv von St. Andreas in Schlebusch In: Kirchenzeitung f. d. Erzbistum Köln v. 10. Mai 1964
- Die alte Schlebuscher Johanneskapelle In: Kirchenzeitung f. d. Erzbistum Köln v. 28. Juni 1964
- Vor 150 Jahren: Öffnung des Gezelinus-Grabes und Überführung der Gebeine nach Schlebusch In: Kirchenzeitung f. d. Erzbistum Köln v. 6. Dezember 1964
- Die erste Andreaskirche in Schlebuschrath In: Kirchenzeitung f. d. Erzbistum Köln v. 12. September 1965
- Die Schlebuschrather Madonna im Spiegel der Zeit In: Kirchenzeitung f. d. Erzbistum Köln v. 11. Dezember 1970
- Vor Blitz und Ungewitter erlöse uns, o Herr! In: Kirchenzeitung f. d. Erzbistum Köln v. 13. August 1971
- Jet ze Laache eß jot Meddezing In: Kirchenzeitung f. d. Erzbistum Köln v. 2. März 1973
- Der Stadtpatronin St. Ursula geweiht – Ursula-Glocken in Kölner Kirchen In: Kirchenzeitung f. d. Erzbistum Köln v. 19. Oktober 1973
- Von Burge bis Alkenrath – Kirchen und Kapellen im alten Kirchspiel Schlebusch, ein Stück Heimat- und Dekanatsgeschichte (I-II) In: Kirchenzeitung f. d. Erzbistum Köln v. 14. Dezember 1973 – 11. Januar 1974
- Eine Stiftung aus dem Jahre 1740 – Dr. Everhard Jos. Hoerdt machte sich in drei katholischen Gemeinden verdient In: Kirchenzeitung f. d. Erzbistum Köln v. 10. Mai 1974
- Mahnzeichen christlicher Auferstehungshoffnung – Die Wiesdorfer Friedhöfe im Wandel der Zeiten In: Kirchenzeitung f. d. Erzbistum Köln v. 13. Dezember 1974
- 1940 verboten, 1950 wieder aufgenommen – Geschichtliches von der Wallfahrt und vom Vesperbild in der Kalker Kapelle In: Kirchenzeitung f. d. Erzbistum Köln v. 7. März 1975
- Nach alter Tradition – Geschichtliches von der jährlichen Fußwallfahrt von Wiesdorf nach Bergheim In: Kirchenzeitung f. d. Erzbistum Köln v. 25. Juni 1976
- Kirchen und Kapellen im alten Köln In: Kirchenzeitung f. d. Erzbistum Köln v. 12. November 1976
- Die alten Kölner Kirchhöfe In: Kirchenzeitung f. d. Erzbistum Köln v. 19. November 1976
- Durch Ausgrabungen bestätigt – Schlebusch, seit 740 Jahren selbstständige Gemeinde durch Verbindung zum Kloster Gräfrath In: Kirchenzeitung f. d. Erzbistum Köln v. 14. Oktober 1977
- Mit sattem Klang – Die "Pretiosa" läutet seit 530 Jahren als schönste Domglocke In: Kirchenzeitung f. d. Erzbistum Köln v. 20. Januar 1978
- Wenn in der Walpurgisnacht die Kirchenglocken läuten... In: Kirchenzeitung f. d. Erzbistum Köln v. 19. Mai 1978
- Mit Gezelinwasser getauft In: Kirchenzeitung f. d. Erzbistum Köln v. 13. Oktober 1978
- Die Toten sollen weiterleben – Totenzettel, Zeugen der Geschichte In: Kirchenzeitung f. d. Erzbistum Köln v. 3. November 1978
- Zum christlichen Andenken an... – Totenzettel als Gebets- und Familienandenken bewahren In: Kirchenzeitung f. d. Erzbistum Köln v. 10. November 1978
- Ursprung in alten Zeiten – Die Entstehung des St. Martinus-Patroziniums in Much In: Kirchenzeitung f. d. Erzbistum Köln v. 10. November 1978
- Mit Gezelinbrunnenwasser getauft In: Kirchenzeitung f. d. Erzbistum Köln v. 8. Dezember 1978
- "Glöcksillig Neujohr!" – Vom Brauchtum um die Jahreswende In: Kirchenzeitung f. d. Erzbistum Köln v. 5. Januar 1979
- Die Sternsinger haben eine große Tradition – "Die Drüzehn-Dag von Chreß-Dag beß Dreikönige" In: Kirchenzeitung f. d. Erzbistum Köln v. 5. Januar 1979
- Mönche mit Furcht erfüllt – Vor 175 Jahren erfolgte die Aufhebung der Abteien, Stifte und Klöster im Bereich des früheren Siegkreises In: Kirchenzeitung f. d. Erzbistum Köln v. 12. Januar 1979
- Kirmes als "Hochfest der Kirchweihe" geht bis auf das 5. Jahrhundert zurück – Die Mucher Johannes-Kirmes im Wandel der Zeit In: Kirchenzeitung f. d. Erzbistum Köln v. 7. Juni 1979
- Das weite Kirchspiel Gummersbach (I-IX) In: Kirchenzeitung f. d. Erzbistum Köln v. 22. Juni – 12. Oktober 1979
- Altes Brauchtum im Michelssommer – In ihren "Knollenpredigten" gaben die Pastöre den Bauern Anweisungen zum Kartoffelanbau In: Kirchenzeitung f. d. Erzbistum Köln v. 12. Oktober 1979
- Von Wettersegen und Wetterglocken In: Kirchenzeitung f. d. Erzbistum Köln v. 1. August 1980
- Musikalisch sehr gelungen – Dreikönigenglocke des Kölner Domes wurde vor 100 Jahren umgegossen In: Kirchenzeitung f. d. Erzbistum Köln v. 12. September 1980
- Der Kirchweg führte durch dichten Urwald – Wilhelm Kaltenbach blätterte in alten Pfarrarchiven In: Kirchenzeitung f. d. Erzbistum Köln v. 9. Januar 1981
- Nach der Umbettung trennten sich die Wege – Grabstein des Seligen Gezelin gefunden In: Kirchenzeitung f. d. Erzbistum Köln v. 16. Oktober 1981